# Nucleo del tratto solitario
Il nucleo del tratto solitario o nucleo del fascicolo solitario è accolto nella sostanza grigia che circonda il canale centrale del midollo allungato per tutta la sua lunghezza e per un tratto nel ponte.

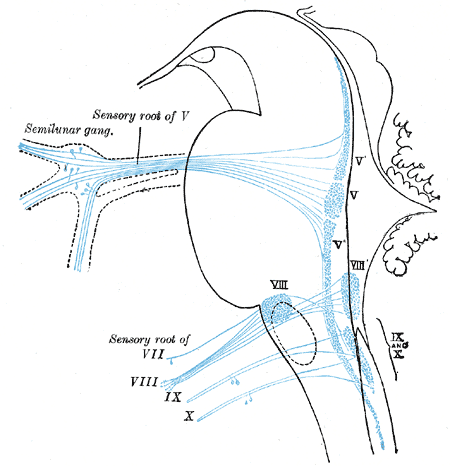
Il tratto solitario è posto nella regione caudale del tronco encefalico

## Nucleo viscero-sensitivo dei nervi cranici
Questo nucleo riceve fibre provenienti dal VII, IX e X nervo cranico, essendo un nucleo viscero-sensitivo.
- Dal nervo faciale (VII) riceve afferenze sensitive specifiche nella sua porzione più craniale, provenienti dal ganglio genicolato che a loro volta provengono dai due terzi anteriori della lingua. Le relative efferenze sono dirette al nucleo sensitivo pontino di pertinenza del trigemino (V).
- Dal nervo glosso-faringeo (IX) riceve, nel tratto sottostante il precedente, afferenze sensitive specifiche della porzione laterale e posteriore della lingua e afferenze sensitive viscerali barocettoriali e chemiocettoriali dal glomo carotideo e dal seno carotideo, utili al controllo dell'omeostasi del sangue.
- Dal nervo vago (X) riceve, nella porzione caudale, afferenze sensitive specifiche dai calici gustativi dell'orofaringe e della mucosa dell'epiglottide ed afferenze sensitive provenienti da tutti i territori innervati dalla sua componente parasimpatica (vasi, muscoli, cuore, polmoni, organi addominali, reni).

|                            | Posizione nel nucleo                      | Sensitività specifica gustativa               | Sensitività viscerale generale                                |
| -------------------------- | ----------------------------------------- | --------------------------------------------- | ------------------------------------------------------------- |
| Nervo faciale (VII)        | craniale, nel ponte                       | due terzi anteriori                           | -                                                             |
| Nervo glosso-faringeo (IX) | media, nella porzione superiore del bulbo | terzo posteriore e margini laterali           | propriocettori del glomo e seno carotideo                     |
| Nervo vago (X)             | caudale, nel bulbo                        | calici gustativi su orofaringe ed epiglottide | tutti gli organi innervati dalla sua componente parasimpatica |